# Alcázar de Colón
Alcázar de Colón ili Kolumbov Alcazar je građevina, koja se nalazi u Santo Domingu, u Dominikanskoj Republici. To je najstarija rezidencija nekog potkralja u Americi i čini dio starog dijela Santo Dominga, koji je pod zaštitom kao UNESCO-ova Svjetska kulturna baština.
U Alcázaru de Colón nalazi se Muzej Alcázar de Diego Colón, nazvan po Diegu Colónu, sinu Kristofora Kolumba, koji je u ime španjolske krune vladao kolonijom sa sjedištem u Santo Domingu, koju je otkrio Kristofor Kolumbo. U muzeju se nalazi najvažnija karipska zbirka europskih kasnosrednjovjekovnih i renesansnih umjetničkih djela, koja su nabavljena u 1950-im. To je najposjećeniji muzej u Santo Domingu.
Posebno je važna i jedinstvena na Karibima, zbirka tapiserija u rasponu od 15. do 17. stoljeća.
Tijekom ranog španjolskog kolonijalnog razdoblja, dvorac je imao vrlo važno mjesto u povijesti. Odavde su planirane mnoge ekspedicije, osvajanja i istraživanja. Godine 1586., Alcázar de Colón zauzeo je Sir Francis Drake sa svojim snagama. Utjecaj Santo Dominga je oslabilo i građevina je pala u zaborav i propadala je s vremenom. Spašena je i opsežno obnovljena između 1955. i 1957. i sada je vrlo posjećen muzej.